# Choerodon paynei
Choerodon paynei är en fiskart som beskrevs av Whitley, 1945. Choerodon paynei ingår i släktet Choerodon och familjen läppfiskar. IUCN kategoriserar arten globalt som otillräckligt studerad. Inga underarter finns listade i Catalogue of Life.